# Prečišćavanje proteina
Prečišćavanje proteina je serija procesa namenjenih izolovanju jednog ili nekoliko proteina iz kompleksne smeše, obično ćelija, tkiva ili celih organizama. Prečišćavanje proteina je vitalno za karakterizaciju funkcije, strukture i interakcija proteina od interesa. Proces prečišćavanja može da odvoji proteiske i neproteinske delove smeše, i konačno da odvoji željeni protein od svih drugih proteina. Separacija jednog proteina od svih drugih je tipipno najteži aspekt proteinskog prečišćavanja. Separacioni korici obično koriste razlike u veličini proteina, fiziko-hemijska svojstva, afinitete vezivanja i biološke aktivnosti. Ishod procesa je proteinski izolat.

## Svrha
Prečišćavanje proteina može da bude preparativno ili analitičko. Preparativno prečišćavanje ima za cilj produkciju relativno velike količine prečišćenog proteina za kasniju upotrebu. Primeri obuhvataju pripremu komercijalnih produkata kao što su enzimi (npr. laktaza), nutricionih proteina (npr. izolat proteina soje), i pojedine biofarmaceutičke lekove (npr. insulin). Analitičko prečišćavanje proizvodi relativno male količine proteina za razne istraživačke ili analitičke svrhe, uključujući identifikaciju, kvantifikaciju, i izučavanje proteinskih struktura, posttranslacionih modifikacija i funkcije. Pepsin i ureaza su bili prvi proteini koji su prečišćeni u dovoljnoj meri da budu kristalisani.